# 永恆的遺忘
永恆的遺忘（亦稱「不存在」或「虛無」）是一種哲學、宗教或科學概念，描述人在死亡後意識永久停止的狀態，該概念通常與宗教懷疑論、世俗人文主义、虚无主义、不可知论及无神论相聯繫。
根據現代神經科學對意識的主流理論，大腦是主觀經驗、能動性、自我意識及感知周圍世界的基礎。一旦大腦死亡，所有大腦功能將不可逆地終止。許多神經科學家與神經哲學家如丹尼爾·丹尼特等人認為，意識依賴於大腦的運作，因此死亡即意味著意識的終結。科學研究表明，大腦中的網狀激活系統與丘腦在維持意識方面至關重要，這些區域的功能障礙或損傷會直接導致意識喪失。

## 哲學
在柏拉图所著的《苏格拉底的申辩》中，當苏格拉底被判處死刑後，他對法庭發表了一段演講。他沉思著死亡的本質，並總結出兩種主要關於來世的觀點。第一種觀點認為，死亡是靈魂或意識從現世遷移到另一個世界的過程，並且所有已故之人的靈魂也會在那裡。這讓蘇格拉底感到興奮，因為他可以與過去的希臘英雄和思想家們展開辯證對話。
第二種觀點則認為，死亡是一種遺忘，即意識的完全停止，既無法感知也完全喪失意識，類似於進入深沉而無夢的睡眠。蘇格拉底表示，即便是這種遺忘也不會讓他感到害怕，因為在那種狀態下，他雖然無知無覺，但也將不再承受任何痛苦或折磨。蘇格拉底還說，即使是偉大的波斯國王也不能說他曾像在無夢睡眠中那樣安穩平靜地休息過。
三個世紀後，西塞罗在他的著作《論老年》中，以老加图的口吻探討了死亡的可能性，並多次引用早期希臘作家的觀點。西塞羅同樣認為，死亡要麼是意識的延續，要麼是意識的終結；如果意識以某種形式延續下去，那麼死亡就不值得害怕；而如果死亡實際上是永恆的遺忘，那麼他將擺脫一切世俗的苦難，因此也不應對死亡感到深深的不安。類似的思想也出現在公元前一世紀羅馬詩人兼哲學家卢克莱修环形山的教化詩《物性論》中，以及古希腊哲学家伊壁鸠鲁寫給梅諾伊克斯的信中。在信中，伊壁鳩魯寫道：
習慣於相信死亡對我們毫無意義，因為善惡涉及感知的能力，而死亡則是對一切感知的剝奪；因此，正確理解死亡對我們毫無意義，會讓生命的有限性變得愉悅，不是通過給生命增添無限的時間，而是消除對永生的渴求。對於徹底理解死亡對自己毫無威脅的人來說，生命中便沒有恐懼。愚蠢的是那些害怕死亡的人，他們不是因為死亡的到來會帶來痛苦，而是因為對死亡的預期讓人痛苦。任何在現實中不會引起困擾的事物，只是在預期中引發無根據的痛苦。因此，死亡這被視為最可怕的邪惡，其實對我們毫無意義，因為當我們存在時，死亡尚未到來；而當死亡到來時，我們已不再存在。所以，死亡對生者和死者皆無影響，因為對生者而言死亡不存在，而對死者而言他們已經不存在。
根據哲學家保羅·愛德華茲的闡述，基思·奧古斯汀與約納坦·費希曼指出：「大腦受損越嚴重，心智能力的損害也越嚴重。由此推導出的自然結論顯而易見——徹底摧毀大腦功能，心智能力也會完全停止。」心理學家斯蒂芬·平克和物理學家肖恩·M·卡罗尔都主張，死亡等同於永恆的遺忘，因為科學找不到任何機制能使意識在死亡後得以延續。

## 法律用途
「永恆遺忘」一詞曾出現在國際條約中，例如1648年的《威斯特伐利亚和约》第二條。它也曾被用於立法中，例如1660年的《英國赦免與遺忘法案》，其中使用的措辭為「永久遺忘」（perpetual oblivion），該術語出現在該法案的多條條款中。

## 遺忘與主觀性
自然主義中心（Center for Naturalism）的創始人托馬斯·克拉克（Thomas Clark）在其1994年的論文《死亡、虛無與主觀性》（Death, Nothingness, and Subjectivity）中探討了永恆遺忘的概念。他批評了一種將永恆遺忘描述為「墜入黑暗」的錯誤觀點。當一些人（包括非宗教人士）想像自己的死亡時，他們往往將自己投射到一個未來的「自我」，這個自我似乎正在經歷一種永恆的寂靜與黑暗。然而，克拉克指出這種描述是錯誤的，因為在意識不存在的情況下，既沒有對空間的感知，也沒有時間的概念——甚至連黑暗都不存在。要體驗黑暗，人必須能夠意識到黑暗的存在。對克拉克來說，遺忘甚至是一種經驗的徹底缺席，因為只有當主觀的「自我」存在時，才能談論經驗。
神經科學家朱利奧·托諾尼則認為，意識是「我們的一切與我們所擁有的一切：一旦失去意識，對於你而言，自我與整個世界都將化為虛無。」

## 另見
- 湮滅主義（英语：Annihilationism）
- 非我
- 灵魂睡眠
- 死后生命
- 信息理论性死亡
- 意識相關神經區
- 涅槃

### 書籍
- 邁克爾·馬丁; Augustine, Keith. (2015). The Myth of an Afterlife: The Case against Life After Death. Rowman & Littlefield. ISBN 978-0810886773